# Enačba Ciolkovskega
Enačba Ciolkovskega (tudi formula ~, (osnovna) raketna ~, enačba idealne rakete in Oberthova enačba) v astrodinamiki in raketodinamiki opisuje gibanje vesoljskega plovila, ki sledi osnovnemu načelu rakete, naprave, ki lahko s pomočjo pospeška nase s potiskom in izpuščanjem dela svoje mase z veliko hitrostjo, ter se tako giblje zaradi ohranitve gibalne količine.
Enačba povezuje delto v (največjo spremembo hitrosti) rakete, če nanjo ne deluje nobena zunanja sila) z efektivno izpušno hitrostjo in začetno in končno maso rakete ali drugi reaktivni motor.
Za vsak tak manever (ali polet, ki vsebuje niz takšnih manevrov) je enačba Ciolkovskega enaka:
| {\displaystyle \Delta v=v_{\rm {e}}\ln {\frac {m_{0}}{m_{1}}}=v_{\rm {e}}\ln {\frac {1}{\mu _{1}}}\!\,,} |
kjer je:
- {\displaystyle \Delta v\!\,} – delta v, največja sprememba hitrosti plovila (brez delovanja zunanjih sil),
- {\displaystyle m_{0}\!\,} – začetna skupna masa vključno s pogonskim gorivom (mokra masa),
- {\displaystyle m_{1}=m_{0}-\Phi _{m}t_{1}\!\,} – končna skupna masa brez pogonskega goriva (suha masa),[1]
  - {\displaystyle t_{1}\!\,} – celotni čas izgorevanja pogonskega goriva (čas delovanja raketnega motorja)[1]
- {\displaystyle \mu _{1}={\frac {m_{1}}{m_{0}}}\!\,} razmerje končne in začetne skupne mase,[b]
- {\displaystyle v_{\rm {e}}\!\,} – efektivna hitrost izhajanja izpušnega plina v okvirju plovila,
- {\displaystyle \ln \!\,} – funkcija naravnega logaritma.

Enačba se lahko zapiše tudi s pomočjo specifičnega sunka sile (impulza) namesto efektivne izpušne hitrosti s pomočjo formule {\displaystyle v_{\rm {e}}=g_{0}\,I_{\rm {sp}}\!\,}:
{\displaystyle \Delta v=g_{0}\,I_{\rm {sp}}\ln {\frac {1}{\mu _{1}}}\!\,,}
kjer je:
- {\displaystyle g_{0}\!\,} – standardni težni pospešek = 9,80665 m/s2,
- {\displaystyle I_{\rm {sp}}\!\,} – specifični sunek sile (impulz), izražen kot časovna perioda v sekundah.

## Zgodovina
Enačba se imenuje po Konstantinu Edvardoviču Ciolkovskem, ki jo je neodvisno izpeljal in objavil leta 1903 v svojem delu Raziskovanje vesoljskih prostorov z reaktivnimi pripravami (Изслѣдованіе мировыхъ пространствъ реактивными приборами). Uvedel jo je 10. (22.) maja 1897 v rokopisu Raketa (Ракета). Enačbo je pred tem izpeljal angleški matematik William Moore leta 1813, Peter Guthrie Tait in William John Steele sta jo izpeljala leta 1856 v delu A treatise on the dynamics of a particle. Škotski znanstvenik in minister William Leitch je izpeljal osnove raketne tehnike leta 1861.
Čeprav je enačba preprosta vaja v infinitezimalnem računu, jo je Ciolkovski prvi uporabil pri vprašanju ali lahko rakete dosežejo potrebne hitrosti za vesoljske polete. Pri tem morajo biti veliko bolje energetsko grajene z razliko od dotedanjih artilerijskih raket gnanih s smodnikom. Enačba se lahko izpelje z integriranjem diferencialne enačbe Meščerskega sistema točkastih teles s spremenljivimi masami:
{\displaystyle m(t){\frac {\mathrm {d} \mathbf {v} }{\mathrm {d} t}}-\mathbf {u} _{1}(t){\frac {\mathrm {d} m_{1}}{\mathrm {d} t}}+\mathbf {u} _{2}(t){\frac {\mathrm {d} m_{2}}{\mathrm {d} t}}-\mathbf {F} =0\!\,,}
oziroma, če ni zunanjih sil ({\displaystyle \mathbf {F} =0\!\,}):
{\displaystyle m(t){\frac {\mathrm {d} \mathbf {v} }{\mathrm {d} t}}+\mathbf {u} (t)\Phi _{m}=0\!\,,}
kjer je:
- {\displaystyle \Phi _{m}={\frac {\mathrm {d} m}{\mathrm {d} t}}\!\,} – masni pretok.

Enačbo je leta 1897 izpeljal Ivan Vsevolodovič Meščerski. Jiří Buquoy je pred njim raziskal sisteme s spremenljivo maso. Leta 1812 je eksplicitno formuliral pravilno dinamično enačbo gibanja za primer kadar se masa gibajočega telesa spreminja. Njegovo delo so leta 1815 predstavili v Francoski akademiji znanosti. Razen kratkega Poissonovega članka Sur le Mouvement d’un Système de Corps, en supposant le Masses Variables iz leta 1819 njegove zamisli niso vzbudile posebnega zanimanja in so se sčasoma pozabile. Kakor je poudaril Meščerski, je enačbo gibanja planeta s spremenljivo maso pri stalnih trkih in ločitvah izpeljal von Seeliger leta 1890. Cayley je leta 1857 obravnaval sorodni razred dinamičnih problemov trkov sistemov z delci infinitezimalne mase in vpeljal variacijsko načelo:
{\displaystyle \sum \left[\left({\frac {\mathrm {d} ^{2}x}{\mathrm {d} t^{2}}}-X\right)\delta x+\left({\frac {\mathrm {d} ^{2}y}{\mathrm {d} t^{2}}}-Y\right)\delta y+\left({\frac {\mathrm {d} ^{2}z}{\mathrm {d} t^{2}}}-Z\right)\delta z\right]\mathrm {d} m\!\,}
{\displaystyle \sum \left(\Delta v_{1}\delta \xi +\Delta v_{2}\delta \nu +\Delta v_{3}\delta \zeta \right){\frac {1}{\mathrm {d} t}}\mathrm {d} \mu =0\!\,.}
Cayley je posebej obravnaval verigo padajočo z mize. Delo Meščerskega na zahodu ni bilo znano do leta 1949, ko so izdali njegova zbrana dela.
Robert Esnault-Pelterie, Robert Hutchings Goddard, Hermann Oberth (1924) in mnogi drugi so neodvisno od Ciolkovskega kasneje zapisali enačbo.
Ciolkovski je enačbo zapisal v obliki:
{\displaystyle \Delta v\equiv v_{\rm {maks}}=v_{\rm {e}}\ln \left(1+{\frac {m_{2}}{m_{1}}}\right)=v_{\rm {e}}\ln \left(1+Z\right)=-v_{\rm {e}}\ln \left(1-\zeta \right)\!\,,}
kjer je:
- {\displaystyle m_{2}=m_{0}-m_{1}\!\,} – masa pogonskega goriva,
- {\displaystyle \zeta ={\frac {m_{2}}{m_{0}}}=1-\mu _{1}={\frac {Z}{1+Z}}\!\,} – razmerje pogonske mase.

Količina {\displaystyle Z={\frac {m_{2}}{m_{1}}}={\frac {\zeta }{1-\zeta }}={\frac {1}{\mu _{1}}}-1\!\,} se imenuje število Ciolkovskega.
Količine {\displaystyle R\!\,}, {\displaystyle \mu _{1}\!\,}, {\displaystyle \zeta \!\,} in {\displaystyle Z\!\,} so si med seboj sorazmerne po razpredelnici (v mnogih virih imajo različne označbe):
| količina                     | definicija                                 | {\displaystyle R\!\,}                | {\displaystyle \mu {1}\!\,}                 | {\displaystyle \zeta \!\,}                     | {\displaystyle Z\!\,}                |
| ---------------------------- | ------------------------------------------ | ------------------------------------ | ------------------------------------------- | ---------------------------------------------- | ------------------------------------ |
| {\displaystyle R\!\,}        | {\displaystyle {\frac {m_{0}}{m_{1}}}\!\,} | –                                    | {\displaystyle {\frac {1}{\mu _{1}}}\!\,}   | {\displaystyle {\frac {1}{1-\zeta }}\!\,}      | {\displaystyle 1+Z\!\,}              |
| {\displaystyle \mu _{1}\!\,} | {\displaystyle {\frac {m_{1}}{m_{0}}}\!\,} | {\displaystyle {\frac {1}{R}}\!\,}   | –                                           | {\displaystyle 1-\zeta \!\,}                   | {\displaystyle {\frac {1}{1+Z}}\!\,} |
| {\displaystyle \zeta \!\,}   | {\displaystyle {\frac {m_{2}}{m_{0}}}\!\,} | {\displaystyle 1-{\frac {1}{R}}\!\,} | {\displaystyle 1-\mu _{1}\!\,}              | –                                              | {\displaystyle {\frac {Z}{1+Z}}\!\,} |
| {\displaystyle Z\!\,}        | {\displaystyle {\frac {m_{2}}{m_{1}}}\!\,} | {\displaystyle R-1\!\,}              | {\displaystyle {\frac {1}{\mu _{1}}}-1\!\,} | {\displaystyle {\frac {\zeta }{1-\zeta }}\!\,} | –                                    |

## Izpeljava

### Izpeljava z izrekom o gibalni količini
Obravnava se naslednji sistem s spremenljivo maso:

V tej izpeljavi »raketa« pomeni »raketa in vso njeno neizgorelo pogonsko gorivo.«
2. Newtonov zakon povezuje zunanje sile ({\displaystyle F_{i}\!\,}) s spremembo gibalne količine celotnega sistema (vključno z raketo in izpuhom), kot sledi:
{\displaystyle \sum _{i}F_{i}=\lim _{\Delta t\to 0}{\frac {G_{2}-G_{1}}{\Delta t}}\!\,,}
kjer je {\displaystyle G_{1}\!\,} gibalna količina rakete v času {\displaystyle t=0\!\,}:
{\displaystyle G_{1}=\left({m+\Delta m}\right)v\!\,}
in {\displaystyle G_{2}\!\,} gibalna količina rakete in izpuščene mase v času {\displaystyle t=\Delta t\!\,}:
{\displaystyle G_{2}=m\left(v+\Delta v\right)+\Delta mv'_{\rm {e}}\!\,}
in kjer je glede na opazovalca:
- {\displaystyle v\!\,} – hitrost rakete v času {\displaystyle t=0\!\,},
- {\displaystyle v+\Delta v\!\,} – hitrost rakete v času {\displaystyle t=\Delta t\!\,},
- {\displaystyle v'_{\rm {e}}\!\,} – hitrost mase dodane izpuhu (in izgubljene za raketo) v času {\displaystyle \Delta t\!\,},
- {\displaystyle m+\Delta m\!\,} – masa rakete v času {\displaystyle t=0\!\,},
- {\displaystyle m\!\,} – masa rakete v času {\displaystyle t=\Delta t\!\,}.

Izpušna hitrost {\displaystyle v'_{\rm {e}}\!\,} v opazovalčevem koordinatnem sistemu je povezana z izpušno hitrostjo v koordinatnem sistemu rakete {\displaystyle v_{\rm {e}}\!\,} z zvezo (ker ima izpušna hitrost negativno smer):
{\displaystyle v'_{\rm {e}}=v-v_{\rm {e}}\!\,.}
Sledi:
{\displaystyle G_{2}-G_{1}=m\Delta v-v_{\rm {e}}\Delta m\!\,}
in, če se vzame {\displaystyle \mathrm {d} m=-\Delta m\!\,}, ker izpuh pozitivnega dela mase {\displaystyle \Delta m\!\,} povzroči zmanjšanje mase rakete:
{\displaystyle \sum _{i}F_{i}=m{\frac {\mathrm {d} v}{\mathrm {d} t}}+v_{\rm {e}}{\frac {\mathrm {d} m}{\mathrm {d} t}}\!\,.}

#### Brez zunanjih sil
Če ni zunanjih sil, po izreku o gibalni količini velja {\displaystyle \sum _{i}F_{i}=0\!\,} in potem:
{\displaystyle m{\frac {\mathrm {d} v}{\mathrm {d} t}}=-v_{\rm {e}}{\frac {\mathrm {d} m}{\mathrm {d} t}}\!\,.}
Od tod se diferenciala {\displaystyle \mathrm {d} t\!\,} lahko pokrajšata:
{\displaystyle m\mathrm {d} v=-v_{\rm {e}}\mathrm {d} m\!\,.}
Če se privzame, da je izpušna hitrost {\displaystyle v_{\rm {e}}\!\,} konstantna, se lahko enačba integrira z ločitvijo spremenljivk:
{\displaystyle \int _{v_{0}}^{v_{1}}\mathrm {d} v=-v_{\rm {e}}\int _{m_{0}}^{m_{1}}{\frac {\mathrm {d} m}{m}}\!\,,}
kar da:
{\displaystyle v_{1}-v_{0}=-v_{\rm {e}}\left(\ln m_{1}-\ln m_{0}\right)=-v_{\rm {e}}\ln {\frac {m_{1}}{m_{0}}}\!\,,}
oziroma standardno obliko enačbe Ciolkovskega:
| {\displaystyle \Delta v=-v_{\rm {e}}\ln \mu _{1}\!\,} |
ali zapisano enakovredno:
| {\displaystyle \mu _{1}=e^{-\Delta v/v_{\rm {e}}}\!\,} ali {\displaystyle {\frac {1}{\mu _{1}}}=e^{\Delta v/v_{\rm {e}}}\!\,} ali {\displaystyle Z=e^{\Delta v/v_{\rm {e}}}-1\!\,,} |
kjer je:
- {\displaystyle m_{0}\!\,} – začetna skupna masa vključno s pogonskim gorivom,
- {\displaystyle m_{1}\!\,} – končna skupna masa,
- {\displaystyle v_{\rm {e}}\!\,} – hitrost raketnega izpuha glede na raketo (specifični sunek sile ali, če se računa v času, pomnožen s standardnim težnim pospeškom na Zemlji).

Vrednost {\displaystyle m_{2}=m_{0}-m_{1}\!\,} je celotna masa pogonskega goriva, ki je izgorelo, in zato:
{\displaystyle \zeta =1-\mu _{1}=1-e^{-\Delta v/v_{\rm {e}}}\!\,,}
kjer je {\displaystyle \zeta \!\,} razmerje pogonske mase (del začetne skupne mase, ki se porabi kot delovna masa).
Za ubežno hitrost z Zemlje {\displaystyle \Delta v\equiv v_{\rm {u}}=11.200\,\mathrm {m/s} \!\,} s konstantno tipično hitrostjo rakete {\displaystyle v_{\rm {e}}=4.000\,\mathrm {m/s} \!\,} je potrebno razmerje enako:
{\displaystyle \zeta =1-e^{-11200/4000}=1-e^{-2,8}=0,9392\!\,,}
to je skoraj 94 % mase pri izstrelitvi mora biti pogonsko gorivo.
{\displaystyle \Delta v\!\,} (delta v) je integral po času velikosti pospeška, ki ga proizvede raketni motor (kar bi bil dejanski pospešek, če ne bi bilo zunanjih sil). V prostem prostoru za primer pospeška v smeri hitrosti je to povečanje hitrosti. V primeru pospeška v nasprotni smeri (zaviranje) je to zmanjšanje hitrosti. Tudi gravitacija in aerodinamični upor pospešujeta ali zavirata plovilo, in se lahko prištejeta ali odštejeta od spremembe hitrosti, ki jo plovilo doživi. Zato delta v po navadi ni dejanska sprememba hitrosti ali hitrost plovila.

#### Vpliv gravitacije
Če se upošteva konstantno gravitacijsko polje s standardnim težnim pospeškom {\displaystyle g_{0}\!\,}, ki deluje v nasprotni smeri gibanja rakete, ima izrek o gibalni količini obliko:
{\displaystyle m{\frac {\mathrm {d} v}{\mathrm {d} t}}=-v_{\rm {e}}{\frac {\mathrm {d} m}{\mathrm {d} t}}-mg_{0}\!\,.}
Enačba se lahko integrira:
{\displaystyle \int _{v_{0}}^{v_{1}}\mathrm {d} v=-v_{\rm {e}}\int _{m_{0}}^{m_{1}}{\frac {\mathrm {d} m}{m}}-g_{0}\int _{t_{0}=0}^{t_{1}}\mathrm {d} t\!\,,}
kar da:
{\displaystyle v_{1}-v_{0}=-v_{\rm {e}}\ln {\frac {m_{1}}{m_{0}}}-g_{0}t_{1}=-v_{\rm {e}}\ln {\frac {m_{1}}{m_{0}}}-g_{0}{\frac {m_{0}-m_{1}}{\Phi _{m}}}\!\,,}
oziroma:
{\displaystyle \Delta v=-v_{\rm {e}}\ln \mu _{1}-g_{0}{\frac {m_{2}}{\Phi _{m}}}\!\,.}
Tu je {\displaystyle t_{1}\!\,} celotni izgorevalni čas in {\displaystyle \Phi _{m}\!\,} konstantni masni pretok izgorevanja pogonskega goriva, ki odraža zmanjševanje začetne mase {\displaystyle m_{0}\!\,} do končne mase {\displaystyle m_{1}\!\,} v tem času:
{\displaystyle m_{1}=m_{0}-\Phi _{m}t_{1}\!\,.}
V primeru odprtega prostora brez gravitacijskih vplivov je vseeno kako dolgo izgoreva gorivo. Sprememba hitrosti ne vpliva na izgorevalni čas. V prisotnosti gravitacije pa ima velik vpliv. Člen {\displaystyle -g_{0}t_{1}\!\,} pove, da daljši ko je izgorevalni čas, manjša bo sprememba hitrosti rakete. Število Ciolkovskega je v tem primeru enako:
{\displaystyle Z=\exp \left[{\frac {\Delta v+g_{0}{\frac {m_{2}}{\Phi _{m}}}}{v_{\rm {e}}}}-1\right]\!\,.}

### Posebna teorija relativnosti
V klasični mehaniki 2. Newton zakon velja le za zaprte sisteme s konstantno maso ({\displaystyle m=\mathrm {konst.} \!\,}, {\displaystyle \Phi _{m}=\mathrm {d} m/\mathrm {d} t=0\!\,}). V takšnih sistemih ni razlike med obema oblikama zakona:
1. {\displaystyle F=ma=m{\frac {\mathrm {d} v}{\mathrm {d} t}}\!\,,}
2. {\displaystyle F={\frac {\mathrm {d} G}{\mathrm {d} t}}={\frac {\mathrm {d} }{\mathrm {d} t}}\left(mv\right)=m{\frac {\mathrm {d} v}{\mathrm {d} t}}+v\underbrace {\left({\frac {\mathrm {d} m}{\mathrm {d} t}}\right)} _{=0}=m{\frac {\mathrm {d} v}{\mathrm {d} t}}\!\,.}

Obe obliki sta za sistem s konstantno maso invarianti za Galilejevo transformacijo:
{\displaystyle x'=x-ut;\qquad v'=v-u\!\,,}
kjer je {\displaystyle u\!\,} hitrost v inercialnem opazovalnem sistemu relativnem krajevnemu. Če se Galilejeva transformacija zapiše za obe obliki, sledi, da sta tudi sili v obeh sistemih enaki:
{\displaystyle F'=F\!\,.}
Če masa ni konstantna po času, sili v obeh sistemih nista enaki:
{\displaystyle F'={\frac {\mathrm {d} }{\mathrm {d} t}}\left(mv'\right)\!\,.}
Časovni odvod desne strani da:
{\displaystyle F'=m{\frac {\mathrm {d} v}{\mathrm {d} t}}+\left(v-u\right){\frac {\mathrm {d} m}{\mathrm {d} t}}\!\,}
in tako:
{\displaystyle F'={\frac {\mathrm {d} }{\mathrm {d} t}}\left(mv\right)-u{\frac {\mathrm {d} m}{\mathrm {d} t}}\neq F\!\,}
Druga oblika zakona velja tako za zaprte sisteme s konstantno maso in odprte sisteme s spremenljivo maso. Tako tudi v posebni teoriji relativnosti druga oblika zakona velja, prva pa ne, in je potrebna relativistična definicija gibalne količine {\displaystyle G\equiv p=\gamma mv\!\,}:
{\displaystyle F={\frac {\mathrm {d} }{\mathrm {d} t}}(\gamma mv)\!\,,}
kjer je {\displaystyle \gamma \,\,} Lorentzev faktor. Če se upošteva posebna teorija relativnosti, se lahko izpelje naslednja enačba za relativistično raketo, kjer je {\displaystyle \Delta v\!\,} spet končna hitrost rakete (ko je porabila vso svojo reakcijsko maso in je preostala njena mirovna masa {\displaystyle m_{1}}) v inercialnem opazovalnem sistemu, kjer je raketa začela polet v mirovanju (z mirovno maso vključno z začetno maso pogonskega goriva {\displaystyle m_{0}}), in {\displaystyle c_{0}\!\,} hitrost svetlobe v vakuumu:
{\displaystyle {\frac {1}{\mu _{1}}}=\left[{\frac {1+{\frac {\Delta v}{c_{0}}}}{1-{\frac {\Delta v}{c_{0}}}}}\right]^{\frac {c_{0}}{2v_{\rm {e}}}}\!\,.}
Enačba se lahko preuredi kot:
{\displaystyle {\frac {\Delta v}{c_{0}}}={\frac {\left({\frac {1}{\mu _{1}}}\right)^{\frac {2v_{\rm {e}}}{c_{0}}}-1}{\left({\frac {1}{\mu _{1}}}\right)^{\frac {2v_{\rm {e}}}{c_{0}}}+1}}\!\,.}
Če se vzameta zvezi:
{\displaystyle \left({\frac {1}{\mu _{1}}}\right)^{\frac {2v_{\rm {e}}}{c_{0}}}=\exp \left[{\frac {2v_{\rm {e}}}{c_{0}}}\ln {\frac {1}{\mu _{1}}}\right]} (tukaj »exp« označuje eksponentno funkcijo; glej tudi naravni logaritem in tudi enakost »potenc« v logaritemskih enakostih) in:
{\displaystyle \operatorname {th} x={\frac {e^{2x}-1}{e^{2x}+1}}} (glej hiperbolična funkcija),
je to enakovredno izrazu:
{\displaystyle \Delta v=c_{0}\,\operatorname {th} \left({\frac {v_{\rm {e}}}{c_{0}}}\ln {\frac {1}{\mu _{1}}}\right)\!\,.}

### Druge izpeljave

#### S sunkom sile
Enačba Ciolkovskega se lahko izpelje tudi iz osnovnega integrala pospeška v obliki sile (potiska) po masi. Enačbe delte v se zapiše v obliki:
{\displaystyle \Delta v=\int _{t_{0}}^{t_{1}}{\frac {|F_{\rm {T}}|}{{m_{0}}-{t}\Delta {m}}}\mathrm {d} t\!\,,}
kjer je:
- {\displaystyle F_{\rm {T}}\!\,} – potisk
- {\displaystyle m_{0}\!\,} – začetna (suha) masa,
- {\displaystyle \Delta m\!\,} – začetna masa minus končna (suha) masa.

Integral rezultante sil po času je celotni sunek sile {\displaystyle I\!\,}, če se privzame, da deluje le potisk:
{\displaystyle \int _{t_{0}}^{t_{1}}F\mathrm {d} t=I\!\,.}
Integral je enak:
{\displaystyle I{\frac {\ln {m_{0}}-\ln {m_{1}}}{\Delta m}}\!\,.}
Sunek sile po spremembi mase je enak sili po velikosti masnega toka pogonskega goriva ({\displaystyle \Phi _{m}\!\,}), ki je sama enakovredna izpušni hitrosti:
{\displaystyle {\frac {I}{\Delta m}}={\frac {F}{\Phi _{m}}}=v_{\rm {e}}\!\,.}
Integral se lahko izenači z:
{\displaystyle \Delta v=v_{\rm {e}}\ln {\frac {m_{0}}{m_{1}}}\!\,.}

#### S pospeškom
Naj raketa v prostoru miruje brez delovanja zunanjih sil (1. Newtonov zakon). Od trenutka, ko se vžgejo njeni motorji (ura se nastavi na 0), raketa izpušča plinsko maso s konstantno velikostjo masnega toka {\displaystyle \Phi _{m}\!\,} (kg/s) in z izpušno hitrostjo relativno na raketo {\displaystyle v_{\rm {e}}\!\,} (m/s). To povzroča konstantno potisno silo, ki poganja raketo, in, ki je enaka:
{\displaystyle F_{\rm {T}}=v_{\rm {e}}\Phi _{m}\!\,.}
Masa goriva, ki jo ima raketa na krovu na začetku, je enaka {\displaystyle m_{2}=m_{0}-m_{1}\!\,}. Velikost masnega toka je definirana kot razmerje med skupno mokro maso rakete in izgorevalnim časom rakete, tako da bo pretekel čas {\displaystyle t_{1}=(m_{0}-m_{1})/\Phi _{m}\!\,}, ko bo vse gorivo izgorelo. Na raketo tako deluje konstantna sila ({\displaystyle mv_{\rm {e}}\!\,}), istočasno pa se njena skupna masa stalno zmanjšuje, ker izpušča plin. Po 2. Newtonovem zakonu ima to lahko le eno posledico – njen pospešek se stalno povečuje. Za določitev pospeška je treba pogonsko silo deliti s skupno maso rakete. Tako bo pospešek v poljubnem času {\displaystyle t\!\,} po zagonu motorjev in preden se porabi vso gorivo dan kot:
{\displaystyle a(t)={\frac {v_{\rm {e}}\Phi _{m}}{m_{0}-(\Phi _{m}t)}}\!\,.}
Ker je hitrost določeni integral pospeška in, ker je treba integrirati od časa zagona motorjev ({\displaystyle t_{0}=0\!\,}) do časa, ko zadnje gorivo zapusti raketo ({\displaystyle t_{1}=(m_{0}-m_{1})/\Phi _{m}\!\,}), naslednji določeni integral da hitrost v času, ko se porabi vso gorivo:
{\displaystyle \Delta v=v_{1}-v_{0}=\int _{0}^{t_{1}}{\frac {v_{\rm {e}}\Phi _{m}}{m_{0}-(\Phi _{m}t)}}\mathrm {d} t=-v_{\rm {e}}\ln(m_{0}-(m_{0}-m_{1}))+v_{\rm {e}}\ln(m_{0}-0)=v_{\rm {e}}\ln m_{0}-v_{\rm {e}}\ln m_{1}=v_{\rm {e}}\ln {\frac {m_{0}}{m_{1}}}\!\,.}

## Izrazi v enačbi

### Deltav
Delta v (dobesedno »sprememba hitrosti«), označena kot Δv, izgovorjena kot delta-ve, kakor se rabi v dinamiki leta vesoljskih plovil, je mera sunka sile, ki je potreben za izvedbo manevra, kot je izstrelitev ali pristanek na planetu ali naravnemu satelitu, ali v vesoljskem prostoru kot orbitalni manever. Je skalarna količina in ima enoto hitrosti. Če se rabi v tem kontekstu, ni enaka kot fizikalna sprememba hitrosti plovila.
Delto v proizvajajo reakcijski motroji, kot so na prier raketni motorji, in je sorazmerna s potiskom na enoto mase in izgorevalnim časom. Rabi se za določevanje mase raketnega goriva, potrebnega za dani manever prek enačbe Ciolkovskega.
Za mnogokratne manevre se delte v seštevajo linearno.
Za medplanetarne odprave se delta v običajno prikaže s konturnim grafom svinjske zarebrnice, ki prikazuje zahtevano delto v odprave kot funkcijo datuma izstrelitve.

### Masno razmerje
V zrakoplovno-vesoljski tehniki je masno razmerje goriva del mase plovila, ki ne doseže cilja, in se po navadi rabi kot mera učinkovitosti plovila. Masno razmerje goriva je razmerje med maso goriva in začetno maso plovila. V vesoljskem plovilu je cilj po navadi tir, za letalo pa njegov kraj pristanka. Večje masno razmerje predstavlja manjšo težo konstrukcije. Druga pomembna mera je tovorno razmerje, ki je del začetne teže kot tovora.

### Efektivna izpušna hitrost
Efektivna izpušna hitrost je običajno določena kot specifični impulz (sunek sile). Obe količini sta povezani med seboj kot:
{\displaystyle v_{\rm {e}}=g_{0}I_{\rm {sp}}\!\,,}
kjer je:
- {\displaystyle v_{\rm {e}}\!\,} – specifični impulz (sunek sile), merjen v m/s, kar je enako efektivni izpušni hitrosti, merjeni v m/s,
- {\displaystyle g_{0}\!\,} – standardni težni pospešek = 9,80665 m/s2,
- {\displaystyle I_{\rm {sp}}\!\,} – specifični sunek sile, izražen kot časovna perioda v sekundah.

## Uporabnost
Enačba Ciolkovskega vsebuje osnove fizike poleta rakete v eni kratki enačbi. Velja tudi za plovila s pogoni podobnim raketnim, kadar je efektivna izpušna hitrost konstantna in se lahko sešteva ali integrira, kadar se efektivna izpušna hitrost spreminja. Enačba Ciolkovskega obravnava le reakcijsko silo iz raketnega motorja – pri tem ne upošteva drugih sil, ki bi lahko delovale na raketo, kot so na primer aerodinamične ali gravitacijske sile. Če se rabi za izračun potrebnega raketnega goriva za izstrelitev s planeta (ali pristanek na) planetu z atmosfero, je treba vplive teh sil upoštevati v potrebni delti v (glej zglede spodaj). V »trinoštvu raketne enačbe«, kakor se imenuje, obstaja meja količine tovora, ki ga raketa lahko nosi s seboj, saj večje količine raketnega goriva povečujejo skupno maso in tako povečujejo tudi porabo goriva. Enačba ne velja za neraketne sisteme, kot so: aerozaviranje, vesoljski topovi, vesoljska dvigala, izstrelitvene zanke ali vesoljski povodci.
Enačba Ciolkovskega se lahko rabi za orbitalne manevre za izračun koliko raketnega goriva je potrebno za spremembo na določeno novo orbito ali za poiskanje nove orbite kot rezultat določenega izgoretja raketnega goriva. Kadar se uporabi pri orbitalnih manevrih, se privzame manever sunka sile v katerem se raketno gorivo porabi, delta v pa se uporabi trenutno. To privzetje je relativno točno za kratkočasovna izgorevanja, kot so popravki s srednjim dosegom in manevri orbitalne vložitve. Ko se čas izgorevanja povečuje, je rezultat manj točen zaradi vpliva gravitacije na plovilo med samim manevrom. Za pogone z dolgim trajanjem in majhnim potiskom, kot je na primer električni pogon, se za napovedovanje orbitalnega gibanja uporabi bolj zamotana analiza na podlagi širjenja vektorja stanja vesoljskega plovila in integracije potiska.

## Zgledi
Masa gorivnega sredstva v odvisnosti od začetne celotne mase rakete sledi iz enačbe Ciolkovskega ali po definiciji:
{\displaystyle m_{2}=\left(1-e^{-\Delta v/v_{\rm {e}}}\right)m_{0}=\zeta m_{0}\!\,.}
Efektivna izpušna hitrost naj je {\displaystyle v_{\rm {e}}=\!\,} 4.500 m/s in delta v {\displaystyle \Delta v=\!\,} 9.700 m/s (Zemlja na NZO, ki vključuje {\displaystyle \Delta v} za preseganje gravitacije in aerodinamičnega upora).
- enostopenjska raketa do orbite: {\displaystyle m_{2}=(1-e^{-9,7/4,5})m_{0}=0,884\,m_{0}\!\,}. Tako mora biti vsaj 88,4 % začetne celotne mase raketno gorivo. Preostalih 11,6 % je namenjeno konstrukciji, motorjem, rezervoarju in tovoru.
- dvostopenjska raketa do orbite: naj prva stopnja proizvede {\displaystyle \Delta v=\!\,} 5.000 m/s; {\displaystyle m_{2}=(1-e^{-5,0/4,5})m_{0}=0,671\,m_{0}\!\,}. Tako mora biti vsaj 67,1 % začetne celotne mase raketno gorivo za prvo stopnjo. Preostale mase je 32,9 %. Ko se prva stopnja odvrže, preostane ta masa enaka 32,9 % minus masa rezervoarja in motorjev prve stopnje. Naj je te mase 8 % začetne celotne mase, in tako preostane 24,9 % mase. Druga stopnja naj zagotovi {\displaystyle \Delta v=\!\,} 4.700 m/s; {\displaystyle m_{2}=(1-e^{-4,7/4,5})\,m_{0}=0,648\,m_{0}\!\,}. Tako mora biti vsaj 64,8 % preostale mase raketno gorivo, kar je 16,2 % izvirne celotne mase, in preostane 8,7 % mase za rezervoar in motorje druge stopnje, tovor, ter v primeru raketoplana tudi orbiter. Tako je skupaj 32,9 − 16,2 = 16,7 % izvirne izstrelitvene mase na razpolago za vse motorje, rezervoarje in tovor.

## Stopnje
V primeru zaporedno potiskanih raketnih stopenj enačba Ciolkovskega velja za vsako stopnjo posebej, kjer je za vsako stopnjo začetna masa v enačbi skupna masa rakete po odvržbi predhodnje stopnje, končna masa v enačbi pa je skupna masa rakete pred izvržbo obravnavane stopnje. Za vsako stopnjo je specifični sunek sile lahko različen.
Če je na primer 80 % mase rakete raketno gorivo prve stopnje, 10 % suha masa prve stopnje in 10 % preostale mase rakete, je delta v enaka:
{\displaystyle {\begin{aligned}\Delta v\ &=v_{\rm {e}}\ln {\frac {100}{100-80}}\\&=v_{\rm {e}}\ln 5\\&=1,61v_{\rm {e}}\!\,.\\\end{aligned}}}
S podobnimi zaporednimi manjšimi stopnjami z enako {\displaystyle v_{\rm {e}}\!\,} za vsako stopnjo je delta v enaka:
{\displaystyle \Delta v\ =3v_{\rm {e}}\ln 5\ =4,83v_{\rm {e}}\!\,,}
tovor pa je 10 · 10 · 10 = 0,1 % začetne mase.
Primerljiva enostopenjska raketa do orbite s tovorom tudi 0,1 % začetne mase ima lahko maso 11,1 % za gorivne rezervoarje in motorje, ter 88,8 % za gorivo. To da delto v:
{\displaystyle \Delta v\ =v_{\rm {e}}\ln(100/11,2)\ =2,19v_{\rm {e}}\!\,.}
Če se motor nove stopnje prižge preden se je odvrgla predhodnja stopnja in, če imajo sočasno delujoči motorji različni specifični sunek sile, kakor je večkrat v primeru trdogorivnih raketnih potisnikih in tekočegorivne stopnje, so razmere bolj zapletene.

## Pogostno napačno pojmovanje
Kadar se raketa obravnava kot sistem s spremenljivo maso, se ne more neposredno analizirati z 2. Newtonovim zakonom, saj zakon velja le za sisteme s konstantno maso. Lahko pride do zmede, ker je enačba Ciolkovskega podobna relativistični enačbi za silo:
{\displaystyle F={\frac {\mathrm {d} p}{\mathrm {d} t}}=m{\frac {\mathrm {d} v}{\mathrm {d} t}}+v{\frac {\mathrm {d} m}{\mathrm {d} t}}\!\,.}
Če se uporabi ta formula in {\displaystyle m(t)\!\,} kot spremenljiva masa rakete, se zdi, da je enačba Ciolkovskega na ta način izpeljana. Vendar izpeljava ni pravilna. Pri tem se efektivna izpušna hitrost {\displaystyle v_{\rm {e}}\!\,} sploh ne pojavi v tej fromuli.